# Liste der Monuments historiques in Valignat
Die Liste der Monuments historiques in Valignat führt die Monuments historiques in der französischen Gemeinde Valignat auf.

## Liste der Bauwerke
| Bezeichnung     | Beschreibung              | Standort | Kennzeichnung | Schutzstatus | Datum | Bild           |
| --------------- | ------------------------- | -------- | ------------- | ------------ | ----- | -------------- |
| Kirche St-André | Erbaut im 11. Jahrhundert | (Lage)   | PA00093326    | Inscrit      | 1968  | weitere Bilder |

## Liste der Objekte
- Monuments historiques (Objekte) in Valignat in der Base Palissy des französischen Kultusministeriums